# Aulus Postumius Albinus (Konsul 242 v. Chr.)
Aulus Postumius Albinus († vor 218 v. Chr.) gehörte dem patrizischen Geschlecht der Postumier an und war 242 v. Chr. Konsul sowie 234 v. Chr. Zensor.

## Leben
Laut der Filiationsangabe der Fasti Capitolini hatte Aulus Postumius Albinus einen gleichnamigen Vater, während sein Großvater das Pränomen Lucius führte. 242 v. Chr., also gegen Ende des Ersten Punischen Krieges, erreichte er das Konsulat, wobei er Gaius Lutatius Catulus zum Amtskollegen hatte. Den Umstand, dass Postumius auch Flamen Martialis war, nahm der Pontifex Maximus Lucius Caecilius Metellus zum Vorwand, ihm den Wunsch zu verwehren, den zweiten Konsul Lutatius nach Sizilien zu begleiten, um mit diesem gemeinsam die herannahende Entscheidungsschlacht gegen Karthago auszufechten. Es sei nämlich die Pflicht des Flamen, argumentierte der oberste Pontifex, zur ordnungsgemäßen Ausübung seiner sakralen Aufgaben in Rom zu bleiben, und er erreichte so durch Strafandrohung, dass Postumius seinen Mitkonsul allein ziehen lassen musste. Der tiefere Grund für dieses Verfahren lag in der Tatsache, dass die Ständekämpfe zu dieser Zeit noch nicht völlig vorbei waren; der plebejische Oberpontifex ermöglichte mit seiner Vorgehensweise dem zum gleichen Stand gehörigen Konsul Lutatius, durch den Sieg in der Schlacht bei den Ägatischen Inseln den Ersten Punischen Krieg erfolgreich abzuschließen, die alleinigen militärischen Lorbeeren dafür einzustecken und so den Ruhm seiner Familie zu begründen. Mit der gleichen Methode sollten später die obersten Pontifices Publius Licinius Crassus Dives (189 v. Chr.) und Publius Licinius Crassus Dives Mucianus (131 v. Chr.) verhindern, dass hohe patrizische Magistrate, die ebenfalls das Amt eines Flamen bekleideten, die Hauptstadt verließen.
Aufgrund weiterer Parteikämpfe dürfte Postumius in der Folge auch erst 234 v. Chr. Zensor geworden sein. Die für diese Entscheidung zuständigen Comitien hatte der Konsul des Vorjahres, Gaius Atilius Bulbus, abgehalten, der dabei auch zu Postumius’ Mitzensor sowie Postumius’ Sohn Lucius Postumius Albinus zum patrizischen Konsul von 234 v. Chr. gewählt wurde. Postumius starb mit großer Wahrscheinlichkeit vor 218 v. Chr., da mit diesem Jahr die vollständige erhaltene dritte Dekade des römischen Geschichtsschreibers Titus Livius einsetzt, in der Postumius’ Tod nicht erwähnt wird, während Livius gewöhnlich die Todesjahre aller Inhaber von Flaminaten verzeichnet.